# Smiling Irish Eyes
Smiling Irish Eyes è un film muto del 1929 diretto da William A. Seiter. Venne distribuito anche in versione sonora.

## Trama
Rory O'More lascia l'Irlanda per andare a cercare fortuna negli Stati Uniti come musicista. Ha promesso a Kathleen, la sua innamorata, che ritornerà appena avrà fatto fortuna. Ogni giorno, Rory scrive una lettera al suo amore, ma non la imposta mai: aspetta il giorno in cui potrà darle la bella notizia.
Kathleen, non ricevendo notizie da Rory, parte per l'America: qui, finalmente ritrova l'amato, ma lo vede sul palco di un teatro mentre viene baciato da una ragazza bionda. Sconvolta, Kathleen torna in Irlanda, convinta che Rory l'abbia dimenticata. Ma Rory, che è riuscito ad avere un lavoro in una produzione teatrale, torna e si spiega con la sua ragazza: adesso l'intera famiglia può emigrare in America.

## Produzione
Il film fu prodotto dalla First National Pictures.

## Distribuzione
Distribuito dalla Warner Bros. Pictures e dalla First National Pictures, uscì nelle sale cinematografiche statunitensi il 28 luglio in versione sonora e, in versione muta, il 22 settembre 1929.